# Johannes Flintrop
Johannes Flintrop (* 23. Mai 1904 in Barmen, heute Wuppertal; † 18. August 1942 im KZ Dachau) war ein deutscher römisch-katholischer Priester, Widerstandskämpfer gegen den Nationalsozialismus und NS-Opfer.

## Leben
Johannes Flintrop studierte Theologie und Philosophie an der Westfälischen Wilhelms-Universität in Münster. Dort wurde er Mitglied der katholischen Studentenverbindung AV Arminia zu Münster im Cartellverband der katholischen deutschen Studentenverbindungen (CV). 1927 wurde Flintrop im Kölner Dom zum Priester geweiht. Zunächst war Johannes Flintrop Kaplan in der Pfarrei Herz Jesu in Köln-Mülheim, seit 1932 war er Kaplan an der Lambertuskirche zu Mettmann.
Er war zudem engagiertes Mitglied des Kolpingwerks und dessen Bezirkspräses. Das Kolpingwerk stand als „Hort der Aufständischen“ zu Zeiten des Nationalsozialismus unter besonderer Beobachtung. Wegen seiner kritischen Äußerungen gegen das Nazi-Regime wurde Flintrop verhaftet und zunächst in der Düsseldorfer Ulmer Höh der JVA Düsseldorf inhaftiert. Am 13. April 1942 wurde Flintrop in das Konzentrationslager Dachau verbracht. Dort starb er am 18. August 1942, vermutlich an den Folgen von „medizinischen“ Versuchen.
Der Rat der Stadt Mettmann beschloss nach dem Krieg, die frühere Wilhelmstraße (zur Zeit des Nationalsozialismus: Schlageterstraße), in der Flintrop gewohnt hatte, nach Johannes Flintrop zu benennen. Die Beisetzung seiner Urne erfolgte nahe seinem Geburtshaus auf der Familiengrabstätte Flintrop im Friedhof Schützenstraße der Pfarrgemeinde St. Antonius in Barmen. Wenige Meter entfernt wurde 2010 ein Ehrengrab für Flintrops Glaubensbruder Bernhard Letterhaus errichtet.

## Gedächtnis
Die katholische Kirche hat Kaplan Johannes Flintrop im Jahr 1999 als Glaubenszeugen in das deutsche Martyrologium des 20. Jahrhunderts aufgenommen.

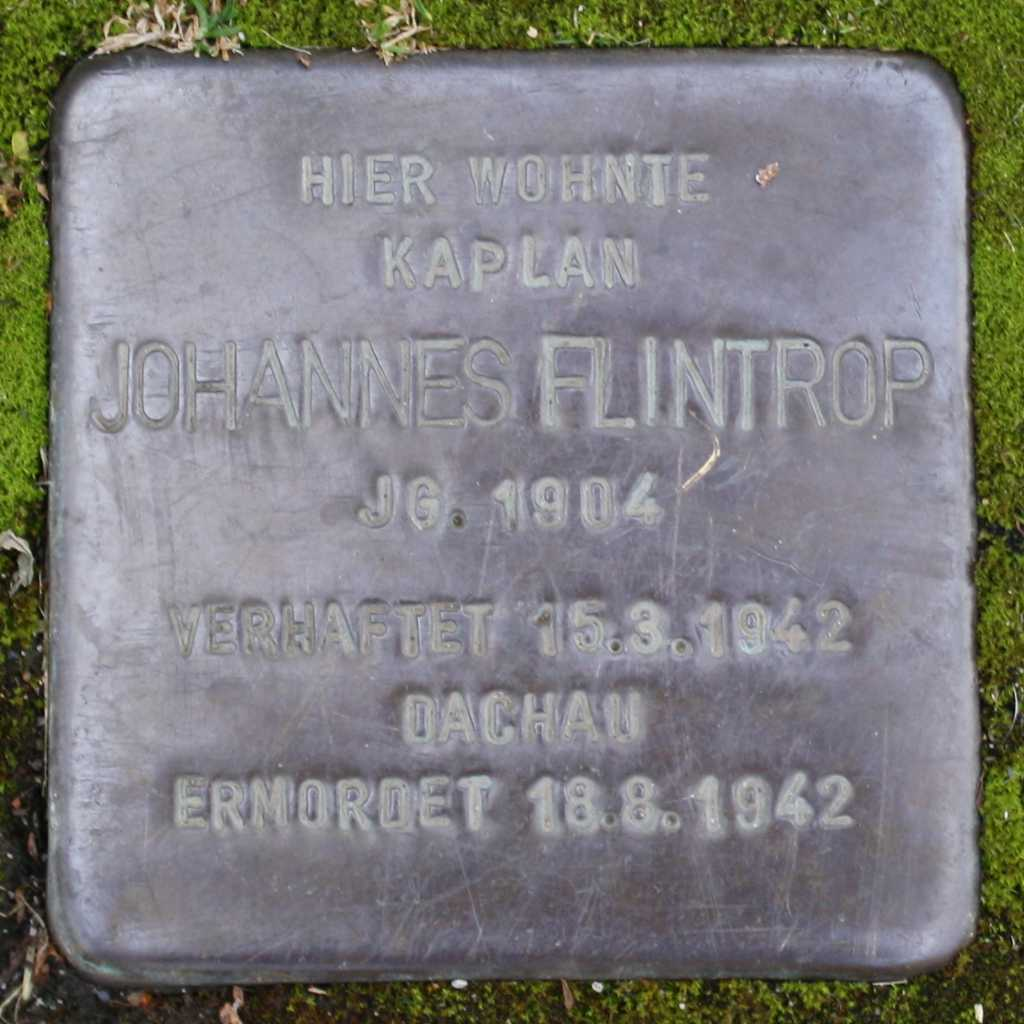
Stolperstein für Johannes Flintrop in Wuppertal

Für Johannes Flintrop wurde in Mettmann, Johannes-Flintrop-Straße 25–27, und Wuppertal, Meisenstraße 22, je ein Stolperstein gesetzt.